# Apple Studio Display
Apple Studio Display (продаётся под названием Studio Display) — 27-дюймовый плоский компьютерный монитор, разработанный и продаваемый компанией Apple. Анонсирован 8 марта 2022 года вместе с настольным компьютером Mac Studio и поступил в продажу 18 марта 2022 года. Является потребительским дисплеем Apple, который находится в более доступной категории по сравнению с Pro Display XDR, предназначенным для профессиональных пользователей.

## Обзор
Studio Display стал первым потребительским дисплеем под брендом Apple после того, как в 2016 году был снят с производства Apple Thunderbolt Display. В промежутке между этими релизами Apple сотрудничала с LG для создания линейки UltraFine с поддержкой Thunderbolt 3, включающей 21,5-дюймовые (впоследствии заменённые на 24-дюймовые) 4K и 27-дюймовые 5K дисплеи.
Studio Display оснащён 27-дюймовой светодиодной панелью с разрешением 5K — 5120×2880 пикселей при плотности 218 пикселей на дюйм и яркостью 600 нит, что является улучшением по сравнению с 500 нит у панелей LG UltraFine и 27-дюймового iMac. Панель также поддерживает широкий цветовой охват P3 и технологию True Tone. Поддержка HDR-контента отсутствует. Также дисплей включает шесть встроенных динамиков с сабвуферами с компенсацией вибрации, поддержкой пространственного звука и Dolby Atmos, а также массив из трёх микрофонов с поддержкой «Привет, Siri». На задней панели расположен порт Thunderbolt 3, поддерживающий DisplayPort 1.4 с Display Stream Compression (DSC) 1.2 и обеспечивающий до 96 Вт зарядки для подключенных ноутбуков, а также три дополнительных USB-C порта со скоростью до 10 Гбит/с.
В Studio Display встроен чип Apple A13 Bionic (впервые представленный в линейке iPhone 11), который отвечает за обработку звука и изображения с веб-камеры. Встроенная камера поддерживает функцию Center Stage, впервые появившуюся в iPad Pro (5-го поколения), которая определяет положение пользователей и автоматически корректирует кадр для удержания их в центре изображения. Чип A13 также сопровождается 64 ГБ внутренней памяти, из которых используется лишь 2 ГБ.
Дисплей поставляется в трёх вариантах крепления: с регулируемой по наклону подставкой, с регулируемой по наклону и высоте подставкой (аналогичной Pro Display XDR) и с креплением VESA. Тип крепления встроен в корпус дисплея и не может быть заменён пользователем, однако может быть изменён в Apple Store или у авторизованного сервисного партнёра после покупки. Как и Pro Display XDR, дисплей можно оснастить дополнительным матовым стеклом с лазерной гравировкой (nano-texture) для уменьшения бликов.
Дисплей имеет фирменный кабель питания длиной 1,8 м, для отсоединения которого требуется специальный инструмент. В комплекте также поставляется оплетённый кабель Thunderbolt 3 длиной 1 м, версии кабеля Thunderbolt 4 Pro длиной 1,8 м и 3 м доступны отдельно.

## Совместимость
Studio Display совместим со всеми Mac, оснащёнными Thunderbolt 3 или новее и работающими на macOS Monterey 12.3 и выше:
- MacBook Pro (2016 года и новее)
- MacBook Air (2018 года и новее)
- Mac Mini (2018 года и новее)
- iMac (2017 года и новее)
- iMac Pro (2017)
- Mac Pro (2019 года и новее)
- Mac Studio (2022 года и новее)

Studio Display работает и с другими системами, поддерживающими DisplayPort, включая устройства на Windows, но только Mac получают доступ ко всем функциям, кроме базовых — дисплей, динамики и камера. Intel Mac, запускаемые под Windows через Boot Camp, поддерживаются начиная с версии 6.1.17.
Также дисплей совместим со следующими iPad, работающими на iPadOS 15.4 и новее:
- iPad Pro (3-го поколения и новее)
- iPad Air (5-го поколения и новее)

## Отзывы
The Verge похвалил Studio Display за хорошую интеграцию с macOS, а также качество звука и микрофонов, но раскритиковал качество веб-камеры, отсутствие сменных креплений, переменной частоты обновления, локального затемнения и поддержки HDR, заявив, что используется «технология панели, безнадёжно отставшая от времени».
ZDNet отметил привлекательный дизайн, высокое качество сборки и точность цветопередачи, но указал на слабую пригодность дисплея за пределами экосистемы Apple.